# Antidesma rhynchophyllum
Antidesma rhynchophyllum är en emblikaväxtart som beskrevs av Karl Moritz Schumann. Antidesma rhynchophyllum ingår i släktet Antidesma och familjen emblikaväxter. Inga underarter finns listade i Catalogue of Life.